# Friedrich Karl Werner
Friedrich Karl Werner (* 25. Juli 1865 in Suhl; † 22. Oktober 1939 in Berlin) war der Gründer der nach ihm benannten Fritz Werner Werkzeugmaschinenfabrik.

## Leben
Nach einem Ingenieurstudium gründete er am 1. April 1896 die Fritz-Werner-Maschinenfabrik in der Lützowstraße 6 (Berlin-Schöneberg, damals Postzustellbezirk W35). Mit den hergestellten Drehmaschinen und Fräsmaschinen wurden Karabiner K98 in großen Stückzahlen hergestellt.
Werner wurde in Schöneberg auf dem Alten St.-Matthäus-Friedhof im Feld A, A-SE-057/060A bestattet.
Im Industriegebiet in Berlin-Marienfelde wurde die Fritz-Werner-Straße nach ihm benannt, in unmittelbarer Nähe des Firmengeländes Daimlerstraße / Untertürkheimer Straße / Hirzerweg; mit dem Ersten Weltkrieg war an der Marienfelder Straße (heutiger Forddamm) ein vergrößertes Hauptwerk zum Stammbetrieb hinzugekommen.